# Richard Ziegelmüller
Richard Ziegelmüller (* 28. August 1950) ist ein ehemaliger deutscher Fußballspieler.
Ziegelmüller wechselte 1972 vom VfL Pfullingen zum SSV Reutlingen 05. Am Ende der Regionalligaspielzeit 1972/73, in der Richard Ziegelmüller einen Einsatz in der Regionalliga Süd absolvierte verfehlten die Reutlinger den Klassenerhalt. In der anschließenden Spielzeit war Ziegelmüller für den SSV Reutlingen in der 1. Amateurliga Schwarzwald-Bodensee aktiv. Er gewann mit seiner Mannschaft die Württembergische Amateurmeisterschaft und war dadurch für die Endrunde um die Deutsche Amateurmeisterschaft 1974 qualifiziert, in der er mit dem SSV Deutscher Amateurmeister wurde. In der Amateurligasaison 1974/75 erreichte Ziegelmüller in der 1. Amateurliga Schwarzwald-Bodensee mit dem SSV die Meisterschaft und nahm mit seinem Verein somit an der Aufstiegsrunde zur 2. Bundesliga teil. Durch 5 Siege in 6 Gruppenspielen schloss Richard Ziegelmüller mit dem SSV Reutlingen diese Aufstiegsrunde erfolgreich ab. Ziegelmüller war für den SSV in der Zweitligaspielzeit 1975/76 in 32 Profispielen im Einsatz und stieg mit seiner Mannschaft am Saisonende wieder ab.